# Кутова печера
Кутова печера (рос. Угловая) — карстова печера в Самаркандській області Узбекистану, на плато Кирктау, східних відрогах Зеравшанського хребта, гірської системи Паміро-Алай. Печера вертикального типу простягання. Загальна протяжність — невідома. Глибина печери становить 45 м. Категорія складності проходження ходів печери — 1.